# Sebastianópolis do Sul (kommun)
Sebastianópolis do Sul är en kommun i Brasilien.   Den ligger i delstaten São Paulo, i den södra delen av landet, 600 km söder om huvudstaden Brasília. Antalet invånare är 3 031.
Följande samhällen finns i Sebastianópolis do Sul:
- Sebastianópolis do Sul

Omgivningarna runt Sebastianópolis do Sul är en mosaik av jordbruksmark och naturlig växtlighet. Runt Sebastianópolis do Sul är det glesbefolkat, med 13 invånare per kvadratkilometer.